# Olympische Winterspiele 1956/Eiskunstlauf
Bei den VII. Olympischen Winterspielen 1956 in Cortina d’Ampezzo fanden drei Wettbewerbe im Eiskunstlauf statt. Austragungsort war das Stadio del ghiaccio, das 15.000 Zuschauern Platz bot.

## Bilanz

### Medaillenspiegel
| Platz | Land               | Gold | Silber | Bronze | Gesamt |
| ----- | ------------------ | ---- | ------ | ------ | ------ |
| 1     | Vereinigte Staaten | 2    | 2      | 1      | 5      |
| 2     | Österreich         | 1    | –      | 1      | 2      |
| 3     | Kanada             | –    | 1      | –      | 1      |
| 4     | Ungarn             | –    | –      | 1      | 1      |

### Medaillengewinner
| Konkurrenz | Gold                        | Silber                        | Bronze                      |
| ---------- | --------------------------- | ----------------------------- | --------------------------- |
| Herren     | Hayes Alan Jenkins          | Ronald Robertson              | David Jenkins               |
| Damen      | Tenley Albright             | Carol Heiss                   | Ingrid Wendl                |
| Paare      | Sissy Schwarz / Kurt Oppelt | Frances Dafoe / Norris Bowden | Marianna Nagy / László Nagy |

## Ergebnisse
- K = Kür
- P = Pflicht
- Pz = Platzziffer
- Pkt. = Punkte

### Herren
| Platz | Land | Sportler           | P  | K  | Pz   | Pkt.   |
| ----- | ---- | ------------------ | -- | -- | ---- | ------ |
| 1     | USA  | Hayes Alan Jenkins | 01 | 02 | 013  | 166,43 |
| 2     | USA  | Ronald Robertson   | 02 | 01 | 016  | 165,79 |
| 3     | USA  | David Jenkins      | 03 | 03 | 027  | 162,82 |
| 4     | FRA  | Alain Giletti      | 04 | 04 | 037  | 159,63 |
| 5     | TCH  | Karol Divín        | 05 | 03 | 49,5 | 154,25 |
| 6     | GBR  | Michael Booker     | 06 | 06 | 53,5 | 154,26 |
| 7     | AUT  | Norbert Felsinger  | 07 | 08 | 067  | 150,55 |
| 8     | CAN  | Charles Snelling   | 09 | 07 | 067  | 150,42 |
| 9     | FRA  | Alain Calmat       | 08 | 09 | 077  | 148,35 |
| 10    | EUA  | Tilo Gutzeit       | 10 | 11 | 090  | 141,08 |
| 11    | SUI  | François Pache     | 11 | 10 | 095  | 139,39 |
| 12    | SUI  | Hans Müller        | 12 | 12 | 112  | 135,28 |
| 13    | AUS  | Allan Ganter       | 13 | 14 | 114  | 132,41 |
| 14    | ESP  | Darío Villalba     | 14 | 16 | 128  | 127,30 |
| 15    | FIN  | Kalle Tuulos       | 15 | 15 | 137  | 124,50 |
| 16    | AUS  | Charles Keeble     | 16 | 13 | 137  | 123,93 |

Datum: 1. Februar
Die Leistungen wurden von neun Wertungsrichtern beurteilt.
Hayes Alan Jenkins hatte nach den Olympischen Spielen 1952 die Nachfolge seines erfolgreichen Landsmanns Richard Button angetreten und war seitdem ungeschlagen geblieben. So ging er als unbestrittener Favorit nach Cortina und gewann die Goldmedaille. Allerdings war die Entscheidung knapper als erwartet. Jenkins’ Landsmann Ronald Robertson, bekannt für seine Stärken in Sprüngen und Pirouetten, gewann die Kür. Am Ende lag Robertson weniger als einen Punkt und drei Platzziffern hinter Jenkins. Die Bronzemedaille ging an Jenkins’ Bruder David Jenkins, der nach den Olympischen Spielen wiederum die Nachfolge seines Bruders antrat und vier Jahre später Olympiasieger wurde. Die USA besetzten somit das komplette Podium in der Herrenkonkurrenz. Dies war das zweite Mal in der olympischen Geschichte des Eiskunstlaufs nach 1908, als Schweden sämtliche Medaillen in der Herrenkonkurrenz gewinnen konnte. Erstmals in der olympischen Geschichte des Eiskunstlaufs blieb ein Podium ohne europäische Beteiligung. Bester Europäer war der Franzose Alain Giletti als Vierter. 

### Damen
| Platz | Land | Sportlerin        | P  | K  | Pz    | Pkt.   |
| ----- | ---- | ----------------- | -- | -- | ----- | ------ |
| 1     | USA  | Tenley Albright   | 01 | 01 | 012,0 | 169,67 |
| 2     | USA  | Carol Heiss       | 02 | 02 | 021,0 | 168,02 |
| 3     | AUT  | Ingrid Wendl      | 03 | 05 | 039,0 | 159,44 |
| 4     | GBR  | Yvonne Sugden     | 04 | 09 | 053,0 | 156,62 |
| 5     | AUT  | Hanna Eigel       | 05 | 04 | 052,0 | 157,15 |
| 6     | CAN  | Carole Jane Pachl | 06 | 08 | 073,0 | 154,74 |
| 7     | AUT  | Hanna Walter      | 08 | 07 | 083,5 | 153,89 |
| 8     | USA  | Catherine Machado | 10 | 03 | 086,5 | 153,48 |
| 9     | CAN  | Ann Johnston      | 07 | 10 | 094,0 | 152,56 |
| 10    | EUA  | Rosel Pettinger   | 11 | 06 | 101,0 | 152,04 |
| 11    | GBR  | Erica Batchelor   | 09 | 12 | 116,0 | 149,67 |
| 12    | NED  | Sjoukje Dijkstra  | 12 | 15 | 140,0 | 145,80 |
| 13    | NED  | Joan Haanappel    | 14 | 11 | 145,5 | 145,85 |
| 14    | GBR  | Beth Peach        | 13 | 13 | 151,0 | 144,75 |
| 15    | ITA  | Fiorella Negro    | 16 | 14 | 168,5 | 142,31 |
| 16    | SUI  | Karin Borner      | 15 | 16 | 171,0 | 141,69 |
| 17    | FRA  | Maryvonne Huet    | 17 | 19 | 194,0 | 138,30 |
| 18    | SUI  | Alice Fischer     | 18 | 20 | 203,0 | 137,69 |
| 19    | SWE  | Ally Lundström    | 19 | 18 | 206,0 | 136,34 |
| 20    | TCH  | Jindra Kramperová | 21 | 17 | 209,0 | 136,67 |
| 21    | ITA  | Manuela Angeli    | 20 | 21 | 222,0 | 133,51 |

Datum: 2. Februar
Die Leistungen wurden von elf Wertungsrichtern beurteilt.

### Paare
| Platz | Land | Paar                             | Pz   | Pkt.  |
| ----- | ---- | -------------------------------- | ---- | ----- |
| 1     | AUT  | Sissy Schwarz / Kurt Oppelt      | 14,0 | 11,31 |
| 2     | CAN  | Frances Dafoe / Norris Bowden    | 16,0 | 11,32 |
| 3     | HUN  | Marianna Nagy / László Nagy      | 32,0 | 11,03 |
| 4     | EUA  | Marika Kilius / Franz Ningel     | 35,5 | 10,98 |
| 5     | USA  | Carole Ormaca / Robin Greiner    | 56,0 | 10,71 |
| 6     | CAN  | Barbara Wagner / Robert Paul     | 54,5 | 10,74 |
| 7     | USA  | Lucille Ash / Sully Kothmann     | 59,5 | 10,63 |
| 8     | TCH  | Věra Suchánková / Zdeněk Doležal | 68,5 | 10,53 |
| 9     | AUT  | Liesl Ellend / Konrad Lienert    | 77,0 | 10,38 |
| 10    | GBR  | Joyce Coates / Anthony Holles    | 88,0 | 10,00 |
| 11    | GBR  | Carolyn Krau / Rodney Ward       | 93,0 | 09,86 |

Datum: 3. Februar
Die Leistungen wurden von neun Wertungsrichtern beurteilt.